# So This Is Paris (pel·lícula de 1926)
So This Is Paris és una pel·lícula muda de la Warner Bros. dirigida per Ernst Lubitsch i protagonitzada per Monte Blue i Patsy Ruth Miller. Basada en la peça teatral “Le Reveillon” de Henri Meilhac i Ludovic Halévy, es va estrenar el 31 de juliol de 1926.

## Argument
Per alleujar l'avorriment del seu matrimoni, Maurice i Georgette, una jove parella de ball, estan constantment en alerta a la recerca d’un nou flirteig. En el pis d’enfront, a instàncies de la seva dona Suzanne, un matí, el doctor Giraud, el seu veí, els visita a l’apartament per queixar-se de que practiquin unes danses tan sensuals davant de la finestra oberta. El seu mal humor es refreda ràpidament quan reconeix Georgette com una antiga amant, i després explica a Suzanne una història fantàstica per cobrir el seu coqueteig amb Georgette. Maurice, però, torna el bastó del metge, comença a flirtejar al seu torn amb Suzanne i li parla de l'amor del seu marit. Conduint per trobar-se amb Georgette, Giraud és arrestat per excés de velocitat. Mentrestant, Maurice visita Suzanne però quan els agents vénen a portar el metge a la presó, Maurice declara que ell és Paul Giraud per salvar la reputació de Suzanne. Aquesta escolta a la ràdio que Georgette i el Dr. Giraud han guanyat un concurs de Charleston al ball, on troba el metge borratxo. Després d'una sèrie de discussions la parella es reconcilia.

## Repartiment
- Monte Blue (Dr. Paul Giraud)
- Patsy Ruth Miller (Suzanne Giraud)
- Lilyan Tashman (Georgette Lalle)
- Andre Beranger (Maurice Lalle)
- Dot Farley (Madame Moreau)
- Myrna Loy (la criada)
- Sidney D'Albrook (el policia)
- Max Barwin (el detectiu)